# Алича
Алича́, слива розлога, слива вишненосна (Prunus cerasifera або Prunus divaricata) — плодове дерево родини розових, роду слива. Має невеликі кисло-солодкі плоди жовтого або червоного кольору. З них виготовляють варення, повидло, консерви.

## Назва
Алича — запозичення з азербайджанської мови alça (дрібна слива), що у свою чергу походить від перської aluče.
В англійській мові аличу називають сливо-вишня (англ. Cherry plum).

## Будова
Дерево висотою 4—10 м. Має гладеньку, як у вишні, але сірішу кору.
Цвіте в кінці березня — на початку квітня, медопродуктивність до 40кг/га.
Плоди невеликі, жовті, рідше — рожеві або червоні, округлі, кислуваті.

## Поширення та середовище існування
В дикому стані росте на Кавказі, в Криму, Молдові, Середній Азії, на Балканах.

## Практичне використання
Цінна плодова порода з групи кісточкових, проте недостатня зимостійкість дерев обмежує її поширення.

### У харчуванні
У плодах аличі багато цукрів, органічних кислот, вітамінів, пектинових речовин. Тому з них готують стійкі й красиві на колір желе, мармелади, джеми, повидло. Вироби з аличі мають дуже приємний аромат, який довго зберігається. З аличі роблять соки, сиропи, соуси, екстракти, наливки, що мають приємну оригінальну кислотність. Консервована цукром алича має прозорий золотистий колір. У Середній Азії аличу сушать для киселів і компотів. На Кавказі із неї готують лаваш. Плоди чавлять у ємності, дістають всі кісточки, розливають тонким шаром на підноси чи дошки і сушать на сонці. Щоб готовий лаваш не склеювався — його пересипають крохмалем чи борошном з плодів маслинки. Алича є основним компонентом соусу ткемалі.

### Сорти
У Криму виведено ряд великоплідних аличово-сливових гібридів (Сунична, Десертна та ін.). Алича використовується як підщепа для сливи, персика та абрикоси.
Найкращими є сорти Нікітського ботанічного саду: Десертна, Василевська, Красуня, Люша вишнева і ін.

## Шкідники
- Міль серпокрила персикова

## Галерея

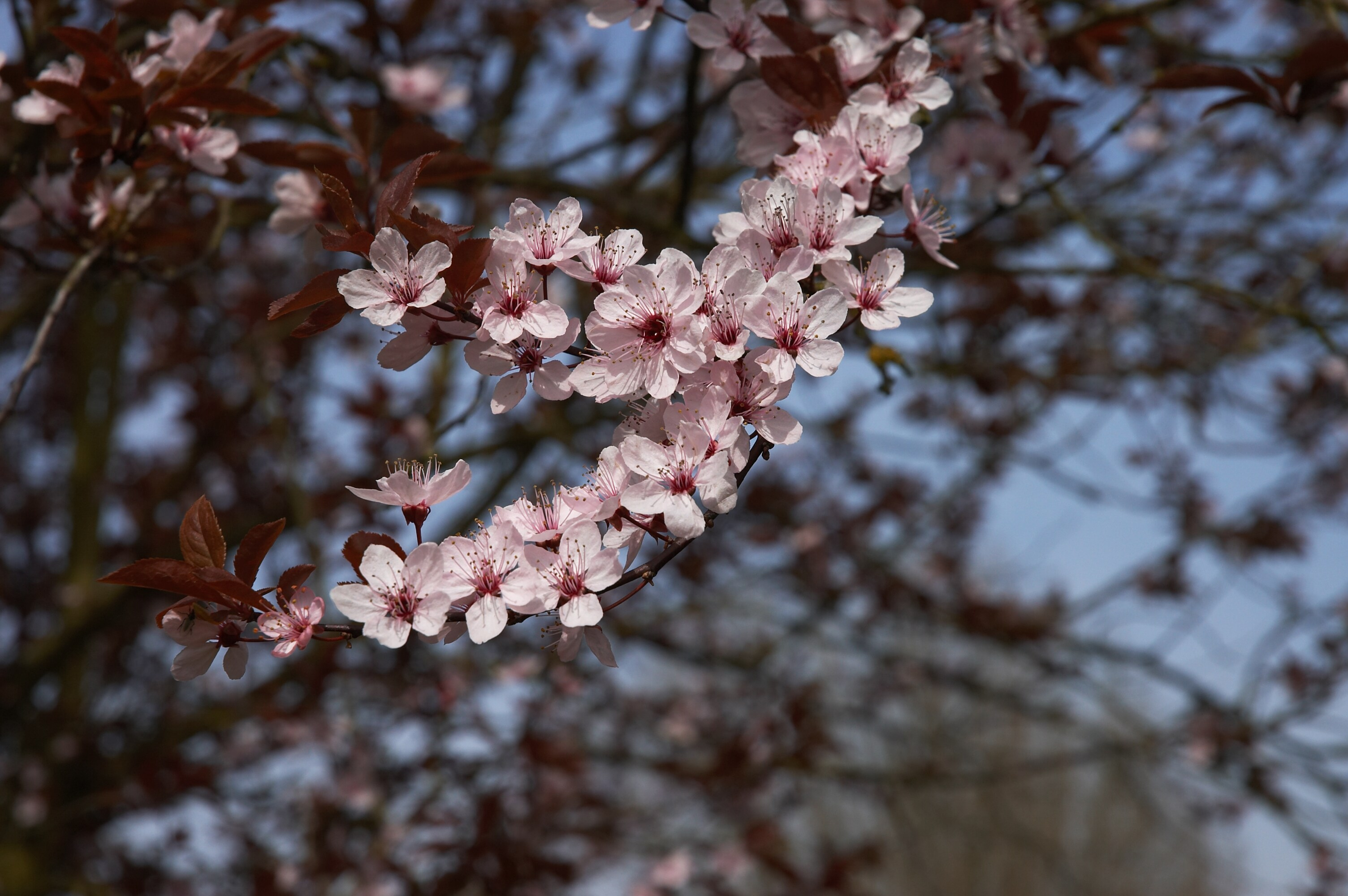
Цвіт аличі
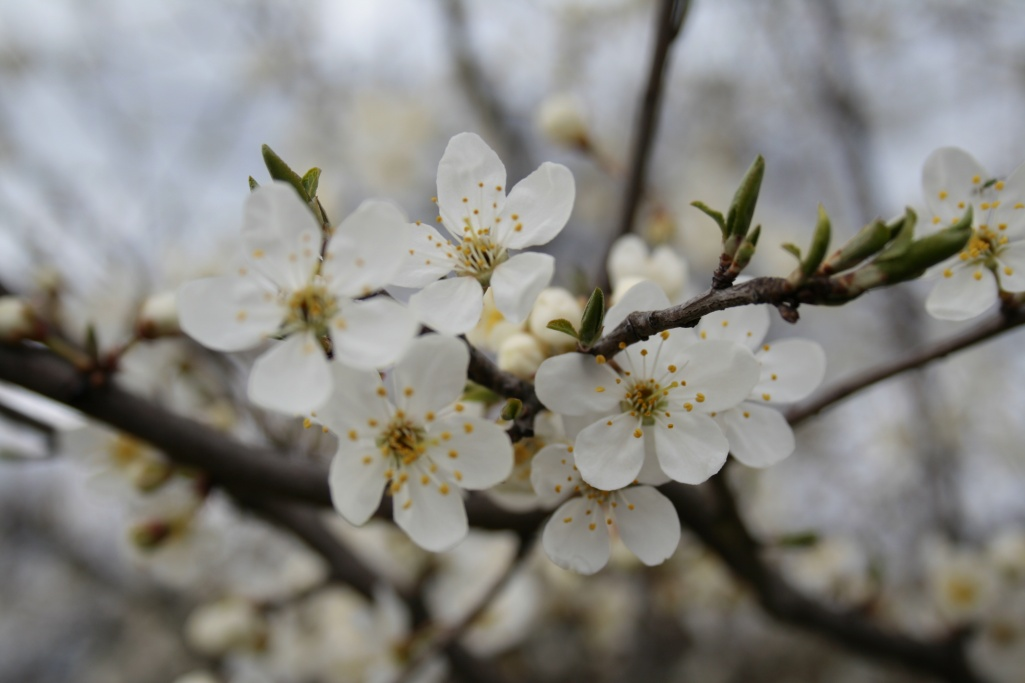
Цвіт аличі
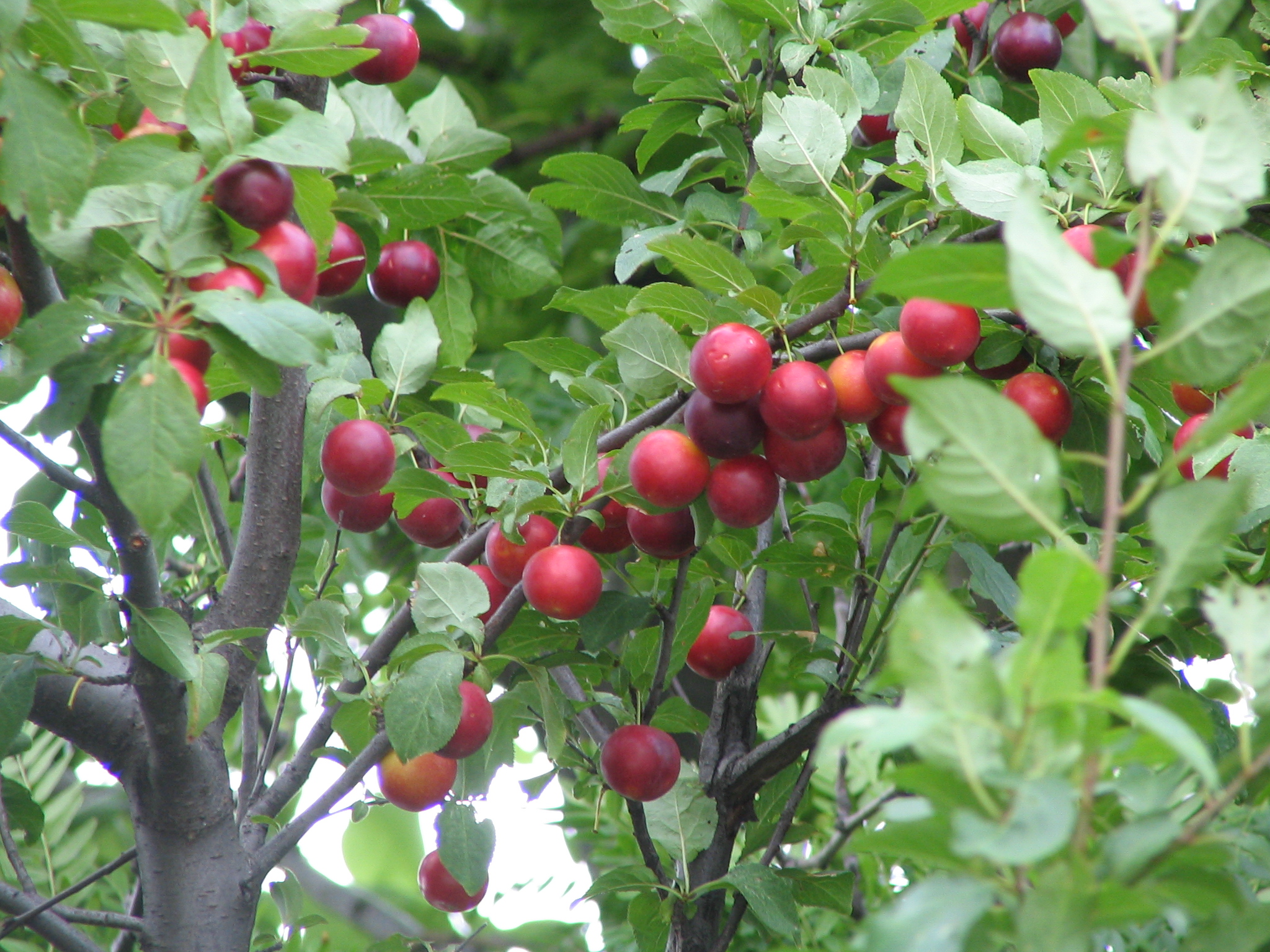
Гілка червоної аличі
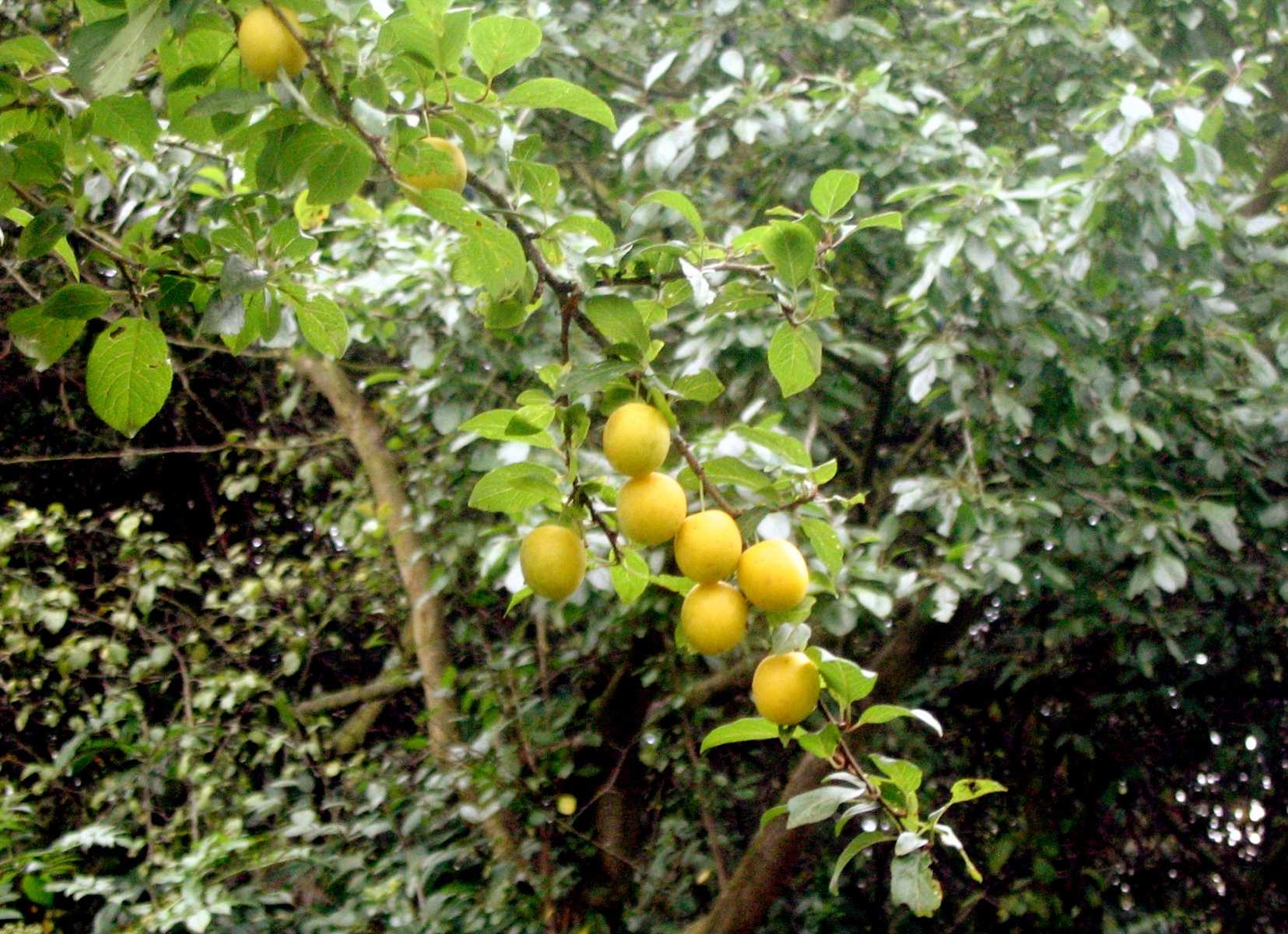
Гілка жовтої аличі
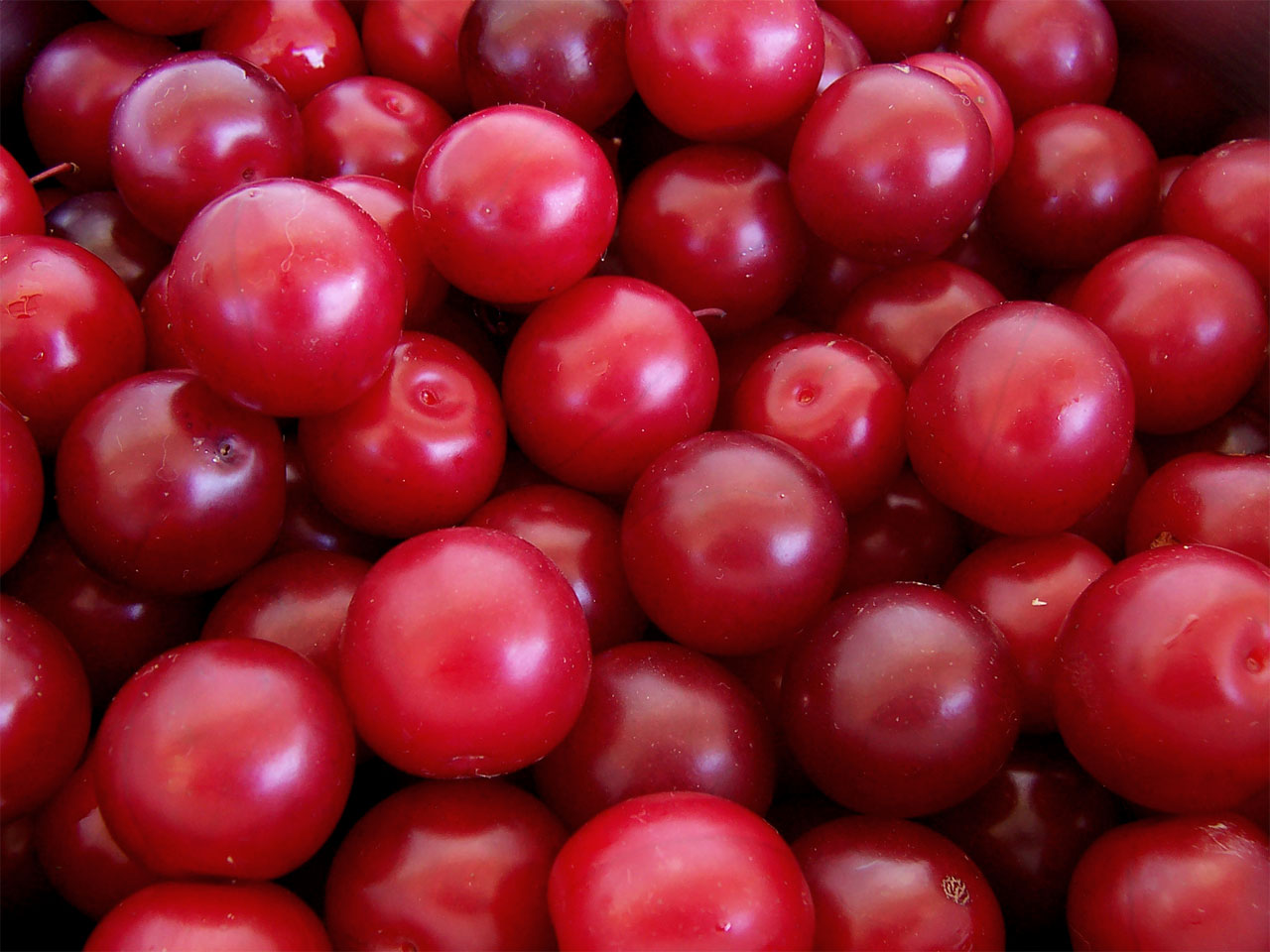
Плоди аличі
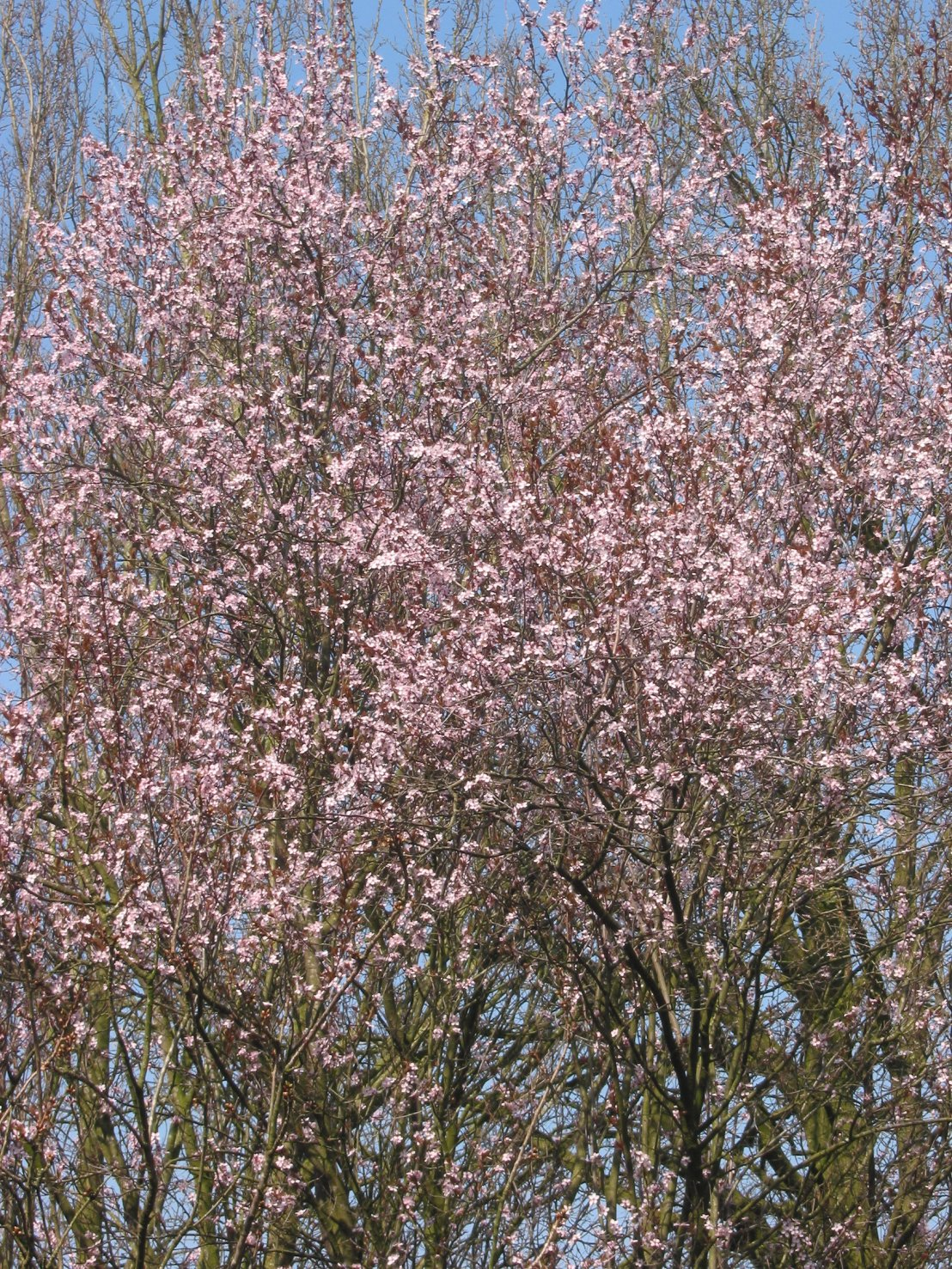
Цвіт аличі